# 陸前高田市立高田第一中学校
陸前高田市立高田第一中学校（りくぜんたかたしりつたかただいいちちゅうがっこう）は、岩手県陸前高田市高田町にある公立中学校。

## 沿革
- 2011年（平成23年）- 陸前高田市の小中学校適正規模化計画の見直しにより、市内の中学校を市東西の2校に集約することが決定[1]。
- 2017年（平成29年）
  - 3月 - 第一中学校と気仙中学校を統合し、新設校を開校することが決定[2]。
  - 12月 - 新設校の名称を「高田第一中学校」とすることが陸前高田市議会にて可決[3]。
- 2018年（平成30年）4月1日 - 開校。校舎[4]および校歌[3]は第一中学校のものを引き続き使用。

## 概要

### 生徒
- 全校生徒 - 270人
  - 1年生 - 76人
  - 2年生 - 85人
  - 3年生 - 109人
  - 特別支援学級（内数）- 9人

2018年（平成30年）5月1日現在

### 教職員
- 教職員数 - 32人（県費負担職員のみ）
  - 校長 - 1人
  - 副校長 - 1人
  - 主幹教諭 - 1人
  - 教諭 - 21人
  - 講師 - 3人
  - 養護教諭 - 1人
  - 栄養教諭 - 1人
  - 学校栄養職員 - 1人
  - 事務職員 - 2人

2018年（平成30年）5月1日現在

## 学区
陸前高田市の西部を学区とする。
- 高田町全域
- 矢作町全域
- 竹駒町全域
- 横田町全域
- 気仙町全域